# Oskar Mucha
Oskar Mucha (ur. 12 grudnia 1894 we Lwowie, zm. 9 lipca 1974 we Wrocławiu) – polski inżynier budownictwa, wykładowca Politechniki Wrocławskiej.

## Życiorys
We Lwowie uczęszczał do szkoły powszechnej oraz VIII gimnazjum, po ukończeniu którego (1913) rozpoczął studia na miejscowej Politechnice, przerwane niebawem służbą wojskową w czasie I wojny światowej; był żołnierzem armii austriackiej, służył kolejno w 30 pułku piechoty i 56 pułku piechoty. Był ranny w walkach w Karpatach, po wyleczeniu pozostawał w szeregach wojska jako technik Dworcowej Służby Budowlanej we Lwowie. W 1918, już w mundurze polskim, uczestniczył w walkach o Lwów i ponownie został ranny. Po rehabilitacji w 1919 przydzielony został do IX Lwowskiego baonu wartowniczego, a rok później delegowany na studia. W kwietniu 1923 – z wynikiem bardzo dobrym – uzyskał dyplom Wydziału Inżynierii Lądowej i Wodnej Politechniki Lwowskiej. Służył następnie w Szefostwie Inżynierii i Saperów w Przemyślu, potem był nauczycielem Korpusu Kadetów nr 1 we Lwowie w stopniu porucznika. Wojsko opuścił w 1928. Pracował kolejno do 1930 w Przedsiębiorstwie Budowlanym K. i A. Meissner we Lwowie, w latach 1931–1935 w Wydziale Technicznym Zarządu Miejskiego we Lwowie, w latach 1935–1937 w Przedsiębiorstwie Budowlanym inżyniera Maliny we Lwowie. Od 1937 do wybuchu wojny pozostawał wolno praktykującym inżynierem budowlanym.
Od listopada 1939 do kwietnia 1940 wykładał konstrukcje budowlane w Szkole Techniczno-Przemysłowej we Lwowie. W latach 1940–1944 związany był m.in. z Biurem Technicznym Józefa Stiksa w Krakowie, Biurem Technicznych Urządzeń Sanitarnych w Warszawie, Fabryką Sukna w Warszawie, a po powrocie do Lwowa realizował prace budowlane m.in. dla Muzeum Zoologicznego i Ossolineum. Pracował też przy budowie parowozowni w Rawie Ruskiej. W 1944 został asystentem profesora Emila Łazoryka w Katedrze Statyki i Konstrukcji Budownictwa na Wydziale Architektury Politechniki Lwowskiej. W 1945 w wyniku wysiedleniu Polaków ze Lwowa znalazł się we Wrocławiu, gdzie początkowo był kierownikiem składnicy złomu i warsztatów konstrukcji stalowych, potem rzeczoznawcą budowlanym w Banku Gospodarstwa Krajowego. Z początkiem roku akademickiego 1949/1950 zatrudniony został jako samodzielny pracownik naukowy na Politechnice Wrocławskiej. Na etacie zastępcy profesora od października 1952 kierował Katedrą Statyki i Konstrukcji Specjalnych na Wydziale Architektury. Przeszedł na emeryturę w 1961.
Przez wiele lat współpracował z wrocławskim Miastoprojektem oraz czołowymi architektami i wykonawcami obiektów przemysłowych, kulturalnych i sportowych we Wrocławiu (także poza nim), m.in. Witoldem Rawskim i Witoldem Minkiewiczem. Zaangażował się w odbudowę zabytków wrocławskich. Był autorem prac naukowych z zakresu żelbetu i drewna, współpracował jako recenzent z wydawnictwem „Książnica Atlas” (m.in. recenzował podręcznik Budownictwo przemysłowe Igora Kisiela z 1952). Działał w Polskim Związku Inżynierów i Techników Budownictwa, był jednym z organizatorów struktur związkowych na Dolnym Śląsku, wieloletnim członkiem zarządu i przewodniczącym Sądu Koleżeńskiego Oddziału Wrocławskiego Związku.
W pamięci współpracowników i studentów zapisał jako dobry organizator i fachowiec, utalentowany pedagog, życzliwy i serdeczny człowiek. Do studentów zwracał się charakterystycznym, familijnym słowem „kochasiu”.
Zmarł we Wrocławiu 9 lipca 1974, pochowany został tamże na cmentarzu przy ulicy Bujwida.

## Odznaczenia i ordery
- Krzyż Obrony Lwowa
- Krzyż Niepodległości
- Medal Pamiątkowy za Wojnę 1918–1921
- Medal Dziesięciolecia Odzyskanej Niepodległości
- Medal 10-lecia Polski Ludowej
- Złota Odznaka Polskiego Związku Inżynierów i Techników Budownictwa.